# Tettye (patak)
A Tettye patak a Tettye-forrástól indul, amely nemcsak a mintegy 14 km2-es mecseki vízgyűjtő területének, hanem  Pécs városának is a legbővizűbb forrása, és nagyjából százméteres esés után a Pécsi-vízbe ömlik. A vízfolyás jelentőségét jelzi, hogy Pécs 1780-as szabad királyi várossá nyilvánítása alkalmából kapott, és napjainkban ismét használt címerében is megjelenik.

## Nevének eredete
A forrás környéke Pécs Tettye városrésze, amely név valószínűleg a magyarul derviskolostort jelentő 'tekke' török szóból keletkezett. A 16. század elején ugyanis Pécs reneszánsz püspöke, Szathmáry György nyaralót építtetett itt a hegyoldalban, Pécs eleste után azonban a török dervisrend kapott helyet a reneszánsz villában. Az épület romjai ma is láthatók.

## Története
A patak vize egészen a 19. század végéig szabadon ömlött a felszínre. Nemcsak ivóvizet biztosított, hanem nagy hozamának és jelentős esésének következtében lőpor-, papír-, fűrész-, kalló és lisztőrlő malmokat  telepítettek rá, valamint nagyszámú tímárt, tabakost, kordoványost, cserzővargát, bocskorost, szíjgyártót, kötélverőt, szűcsöt, serfőzőt és mészárost vonzott. Ezzel a pécsi ipar bölcsőjévé is vált. Nyomvonalán az utcanevek (Alsómalom, Felsőmalom, Tímár) vagy éppen a máig megmaradt bőrszárító padlásos házak őrzik e múlt emlékét. A Tettye városrész 2010-es megújításakor a Vince utca északi végén egy felülcsapott vízkereket is elhelyeztek. A patak régen többször is elágazott. Az Ágoston tér melletti utolsó kettéválás után az emberi beavatkozásnak köszönhetően már nem egyesült újra, ugyanis nagyjából párhuzamosan futó két mesterséges malomcsatornában érte el a Pécsi-vizet. Az alsó rész nyugati ágára települt rá az ipar, a keleti ág a feltételezések szerint leginkább a nagyobb esőzések idején vezette le a felesleges vizet. Mindez a pécsi csatornázás kiépítésével változott meg gyökeresen. 1892-től ugyanis a vizét a pécsi ivóvízrendszerbe vezették – a vízgyűjtő területe még ma is a város egyötödének biztosítja az ivóvizet –, a maradékot pedig fokozatosan föld alá vitték, ahonnan csak egész rövid szakaszokon, illetve részben bukkan elő a felszínre. 

## Vízgazdálkodás
A Tettye-forrást a város vízműcége, a Tettye Forrásház Zrt. felügyeli, amely a nevét is innen, illetve a ráépített forrásházról vette.
Egy korábbi tevékenységet feltámasztva a cég a forrás vizét Tettye Forrás Víz és Szódavíz néven palackozza is.

## Part menti település
- Pécs